# Anthony Wong
Anthony Brandon Wong (Sydney, 12 de maio de 1965) é um ator australiano. Seu mais conhecido papel foi de Ghost em The Matrix Reloaded e The Matrix Revolutions, que foi mais desenvolvido no Video game Enter the Matrix, no qual ele contracena com Jada Pinkett Smith. 

## Filmografia
- Jumping Ship  — Líder pirata
- Little Fish
- Home and Away
- Spellbinder 2: Land of the Dragon Lord
- Refilmagem de The Flight of the Phoenix - 2004
- The Matrix Reloaded
- The Matrix Revolutions

## Video Game
- Enter the Matrix

## Ligações Externas
- Anthony Wong. no IMDb.